# Norton Shores
Pour les articles homonymes, voir Shores.
Norton Shores est une ville américaine située dans le comté de Muskegon, dans l’État du Michigan. Lors du recensement de 2000, sa population s’élevait à 22 527 habitants. Sa superficie totale est de 63,4 km2 (24,5 mi2) et sa densité de population de 374,2 hab./km2 (969,2 hab./mi2).

## Source
- (en) Cet article est partiellement ou en totalité issu de l’article de Wikipédia en anglais intitulé « Norton Shores, Michigan » (voir la liste des auteurs).